# Acanthoscelides compressicornis
Acanthoscelides compressicornis är en skalbaggsart som först beskrevs av Schaeffer 1907.  Acanthoscelides compressicornis ingår i släktet Acanthoscelides och familjen bladbaggar. Inga underarter finns listade i Catalogue of Life.